# Microspora
Microspora är ett släkte av grönalger.